# Jan Hamkens

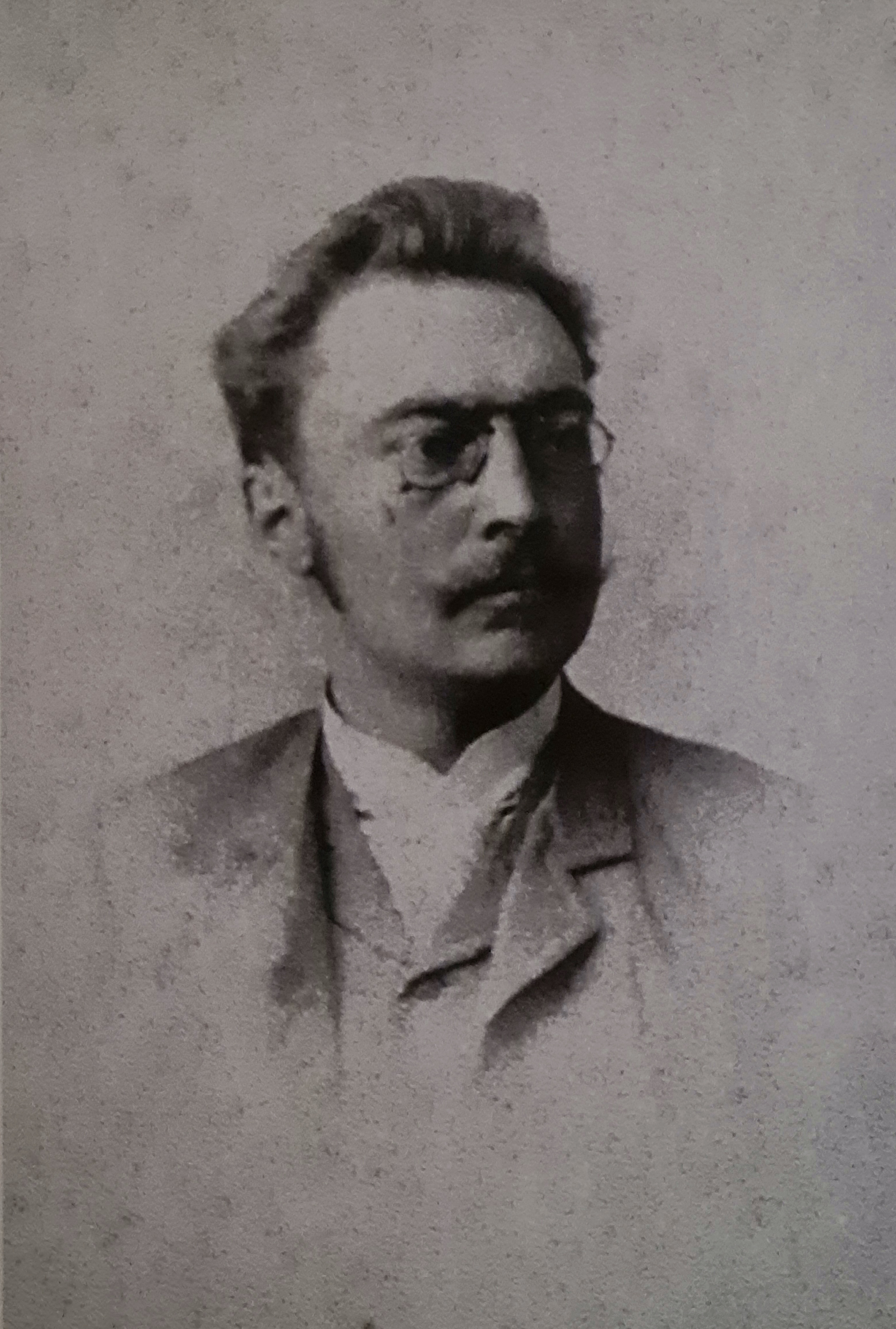
Porträtfoto Jan Hamkens (1894)

Jan Hamkens, eigentlich Johann Hamkens (* 29. März 1863 in Oldenswort; † 21. Februar 1918 in Husum), war ein nordfriesischer Maler, Grafiker und Buchillustrator.

## Leben und Werk
Jan Hamkens wurde am 29. März 1863 in der Gemeinde Oldenswort geboren. Er entstammte dem alten friesischen Familiengeschlecht Hamkens aus der Landschaft Eiderstedt; sein Vorfahre Johann Hamkens der Ältere (1696–1778) war der Begründer der sogenannten Kotzenbüller Linie der Familie. Seine Eltern waren Peter Hamkens (1822–1909), ein Hofbesitzer in der kleinen Siedlung Gunsbüttel, und dessen zweite Ehefrau Maria Ketels, geb. Pauls (1825–1901). Im Jahre 1867 siedelte die Familie nach Rödemis um, wo Hamkens mit sieben älteren Geschwistern und einem jüngeren Bruder aufwuchs. Als er später das Gymnasium in Husum besuchte, zeigte sich seine künstlerische Begabung, auf die auch der Schriftsteller Hermann Allmers aufmerksam gemacht wurde. Allmers, der Hamkens zeitlebens förderte und ihn später als seinen „Wahlneffen“ bezeichnete, vermittelte den Siebzehnjährigen an die Kunstakademie Düsseldorf. Hier schrieb sich Hamkens am 10. Oktober 1880 als Schüler des Historienmalers Hugo Crola ein. 

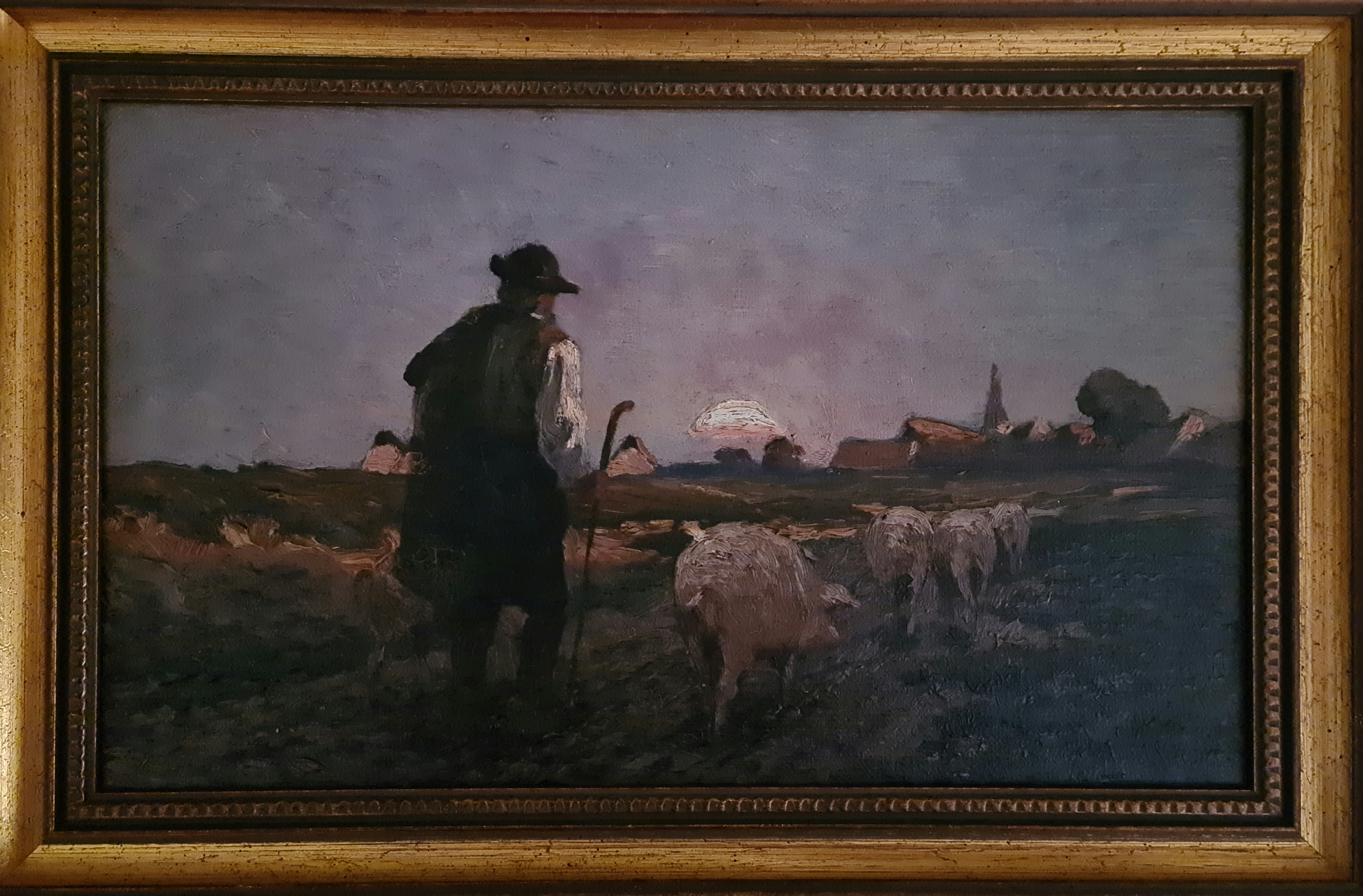
Gemälde Heimkehrender Schweinehirte, Öl auf Holz, 23 cm × 38,5 cm, o. J., Privatbesitz

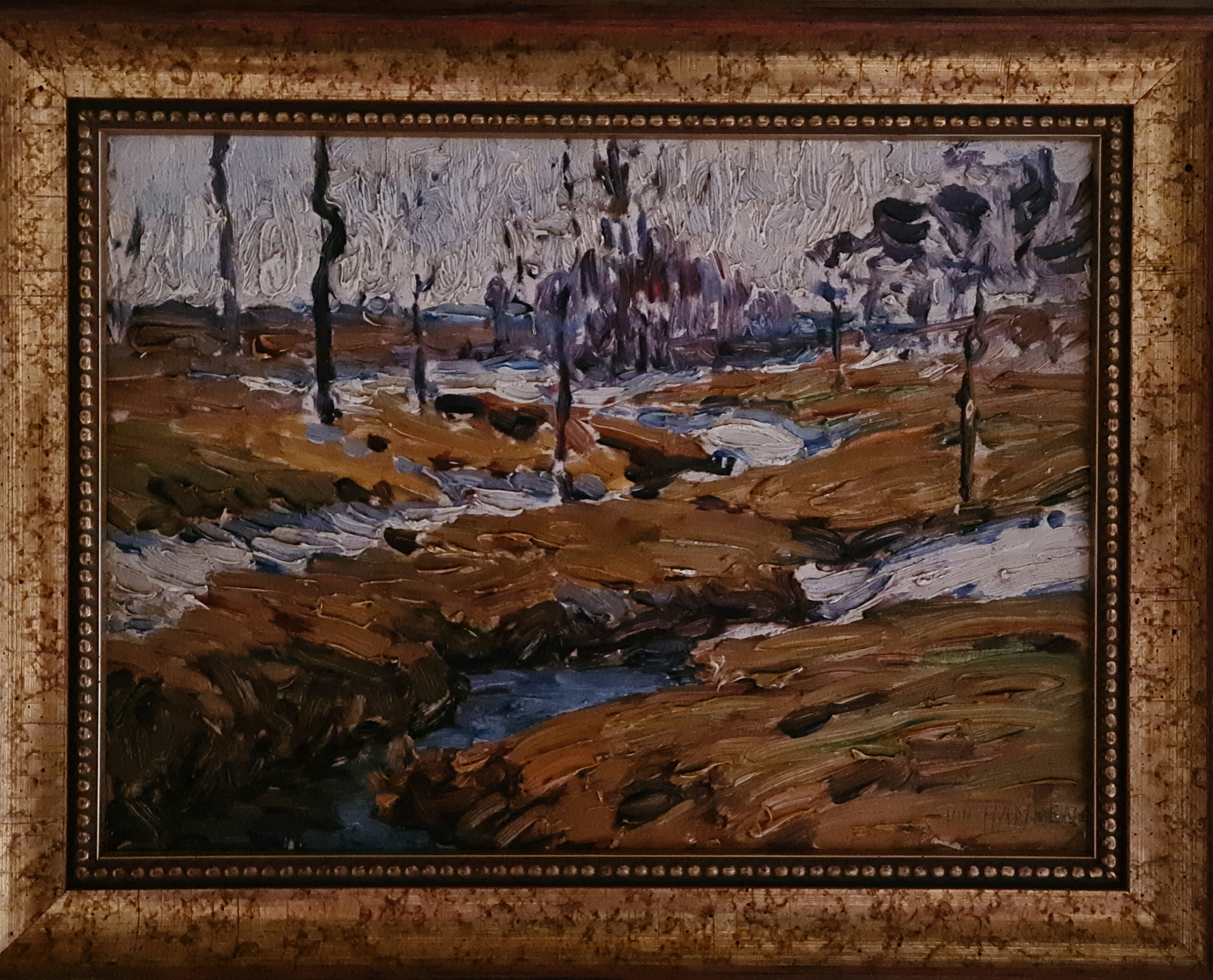
Gemälde Winterlandschaft, Öl auf Holz, 15 cm × 20,5 cm, o. J., Privatbesitz

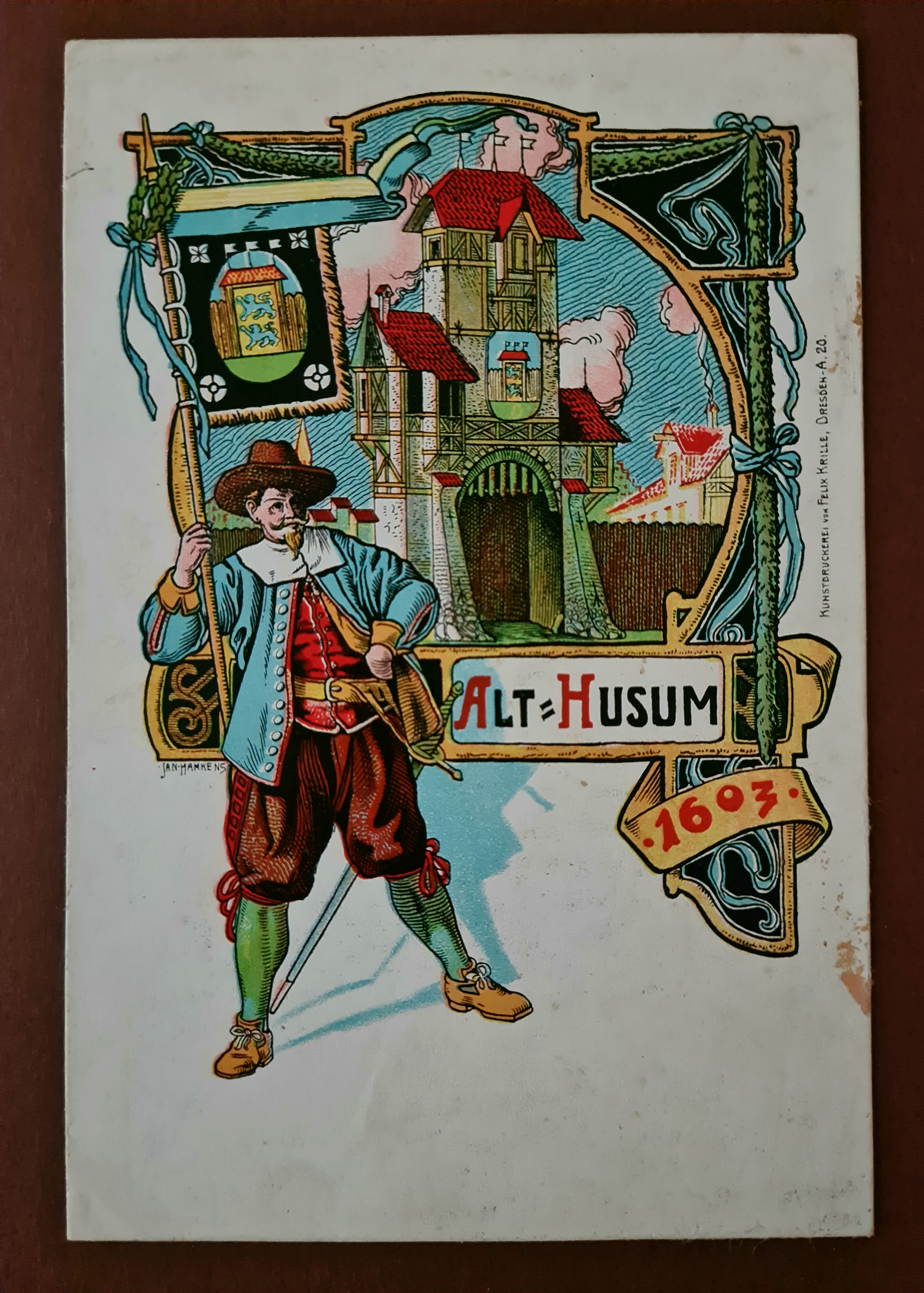
Postkarte Alt-Husum (1903), Entwurf von Hamkens zum Husumer Heimatfest (300 Jahre Husum)

Zwei Jahre später verließ Hamkens Düsseldorf und setzte sein Studium ab dem 18. April 1882 an der Kunstakademie München in der „Naturklasse“ fort. Von 1886 bis 1889 folgten drei weitere Studienjahre an der Kunstakademie Karlsruhe. Hier kam er in Kontakt mit den Vertretern einer modernen Landschaftsmalerei; besonders Hermann Baisch vermittelte ihm die Naturauffassung der Schule von Fontainebleau. 
Hamkens trat der Schleswig-Holsteinischen Kunstgenossenschaft bei. Er malte Landschaften, die See, Stadtansichten und ländliche Motive in Öl und Aquarellfarben. Einige seiner Landschaftsbilder erschienen als Postkarten in Kombination mit Gedichten von Theodor Storm, der aus Husum stammte.
Ab 1889 wohnte Hamkens wieder in Rödemis, zunächst bei seinem Vater in der heutigen Wilhelmstraße 32. Wichtig wurde seine Zusammenarbeit mit der Stadt Husum im Rahmen des Husumer Stadtjubiläums 1903. Er entwarf anlässlich dieser 300-Jahr-Feier verschiedene Reklamemarken, das offizielle Plakat der Stadt und eine Reihe von Postkarten, die „Alt Husum“ und lokale Motive darstellten und die von der Buchhandlung Dr. Delff herausgegeben wurden.
Außerdem war er ein gefragter Illustrator für Erzählungen und Heimatbücher – so für das im Jahre 1905 erschienene Werk Auf heimatlicher Erde. Schleswig-Holsteinische Erzählungen. Es folgten in den nächsten Jahren Auftragsarbeiten für die St.-Marien-Kirche in Witzwort, die Husumer Schützengilde und den Husumer Ratskeller sowie umfangreiche Restaurierungsarbeiten der Epitaphe in der St.-Pankratius-Kirche in Oldenswort.
In den letzten Jahren lebte der Künstler, der zeit seines Lebens unverheiratet blieb, im Haus seines Bruders, des Medizinalrates Hermann Hamkens (1860–1939) in der Beselerstraße 2. 
Jan Hamkens starb am 21. Februar 1918 wenige Wochen vor Vollendung seines 55. Lebensjahres in Husum. Sein Nachlass und einige seiner Werke finden sich im Nordfriesischen Museum. Nissenhaus Husum, das den Künstler im Jahr 2000 mit einer Ausstellung ehrte und in seiner Schriftenreihe einen Band mit dem Titel Jan Hamkens. Der „künstlerische Wunderknabe aus Husum“ herausgab.

## Ausstellungen (Auswahl)
zu Lebzeiten
- Schleswig-Holsteinische Kunstgenossenschaft Husum (1898, 1900, 1903, 1904, 1910 und 1913)
- Schleswig-Holsteinischer Kunstverein Husum (1911 und 1912)
- Schleswig-Holsteinische Kunst. Gartenbauausstellung Altona (1914)

posthum
- Nordfriesisches Museum. Nissenhaus Husum (2000)

## Werke (Auswahl)
als Illustrator

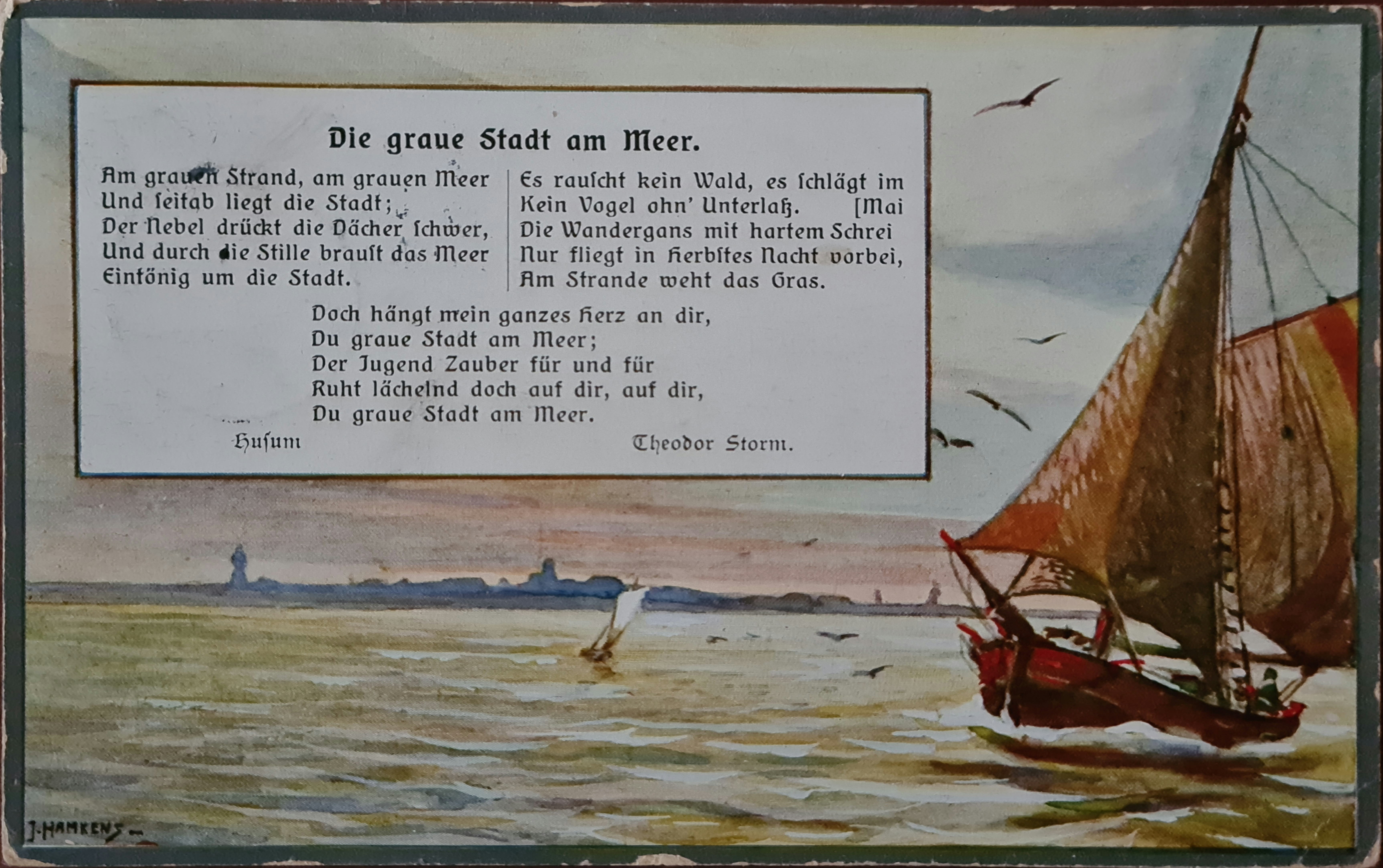
Postkarte mit Theodor Storms Gedicht Die graue Stadt am Meer

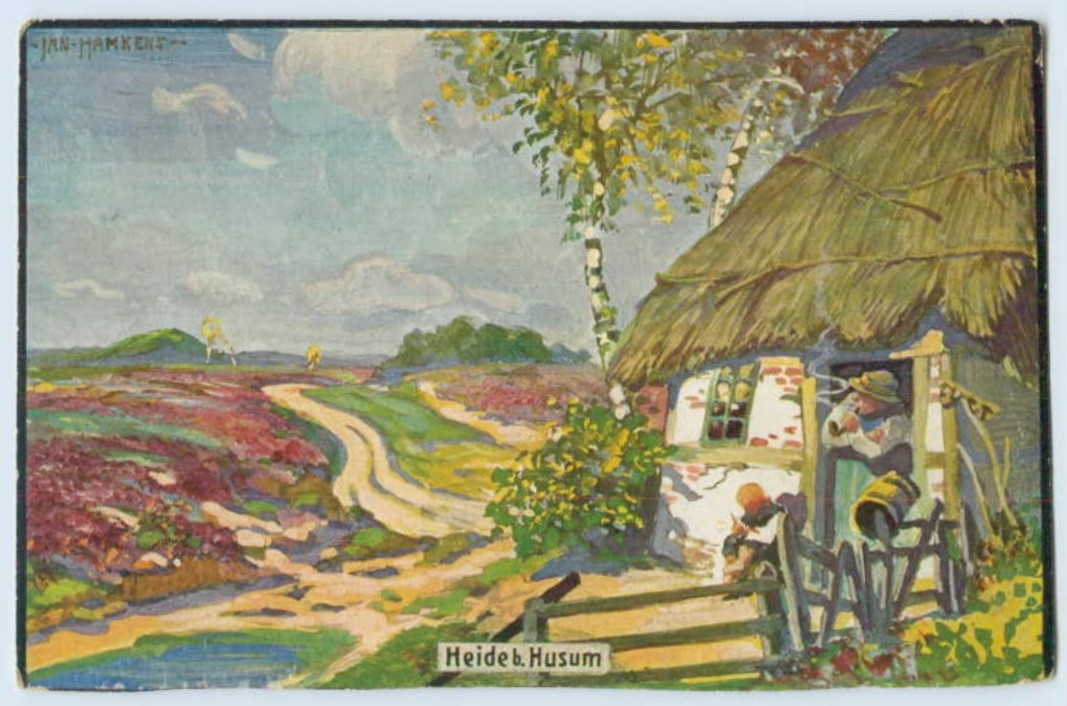
Jan Hamkens Postkarte Heide b. Husum, ca. 1910

- Kieler Neueste Nachrichten (Hrsg.): Auf heimatlicher Erde. Schleswig-Holsteinische Erzählungen. Kiel 1905.
- Statut für den 1. Schleswig’schen Deichband. Thamssen, Tondern 1908. (Illustration Einband)
- Hermann Krumm, Fritz Stoltenberg (Hrsg.): Unsere meerumschlungene Nordmark. Ein Heimatbuch in Wort und Bild. Band 1: Das Land. Band 2: Die Geschichte und die Kultur des Landes. Kiel 1914.

als Maler
- Szene in einer Schenke, Zeichnung, 1880[6]
- Der kühne Springer, Zeichnung, ca. 1880[7]
- Winterlandschaft, Ölgemälde (ca. 1890)
- Heimkehrender Schweinehirte, Ölgemälde (ca. 1890)
- Hockensbüller Krug, Ölgemälde (ca. 1900)
- Geburtshaus von Theodor Storm in Husum (Markt 9), Zeichnung (ca. 1900)[8]
- Wohnhaus von Theodor Storm in Husum (Wasserreihe 31), Zeichnung (herausgegeben als Postkarte), ca. 1904[9]
- Husumer Gelehrtenschule um 1870, Zeichnung (um 1900)[10]
- Heide b. Husum, Aquarell
- Die Graue Stadt am Meer, Aquarell
- Herrenhaus Hoyerswort, Ölgemälde